# 杉本悠馬
杉本 悠馬（すぎもと ゆうま、1997年12月16日 - ）は、ジャパンラグビーリーグワンNECグリーンロケッツ東葛に所属するラグビー選手。

## プロフィール
- 東京都出身[1]。
- ポジションはウィング(WTB)。
- 身長 178 cm、体重 86 kg

## 略歴
2016年、佐野日大高校卒業後、日本大学に入学。
2019年、日本大学ラグビー部の副将に就任した。
2020年、日本大学卒業後、NECグリーンロケッツ（現・NECグリーンロケッツ東葛）に加入。
2022年4月10日に行われたJAPAN RUGBY LEAGUE ONE第12節コベルコ神戸スティーラーズ戦にて先発出場で公式戦初出場を果たした。